# Задорожняя, Нина Ивановна
Нина Ивановна Задорожняя (06.03.1939, Шахты, Ростовская область — ?) — доярка зерносовхоза «Кущёвский» Кущёвского района Краснодарского края, полный кавалер ордена Трудовой Славы (1986).

## Биография
Родилась 6 марта 1939 года в городе Шахты Ростовской области в семье горняков. Отец – шахтёр, мать – рабочая шахты. Русская.
В 1940 году семья переехала в совхоз «Искра» Ленинградского района Краснодарского края. В 1943 году отец погиб на фронте. Окончила 7 классов. С 12 лет Нина начала помогать матери на молочно-товарной ферме совхоза.
Трудовую деятельность начала в 1957 году дояркой в том же свиносовхозе «Искра», тогда ей доверили группу коров. В 1966–1967 годах трудилась дояркой в зерносовхозе «Ейский» Ейского района.
В 1967 году семья переехала в зерносовхоз «Кущёвский» Кущёвского района, в пятое отделение. К выполнению своих обязанностей относилась добросовестно, с высокой ответственностью, стала мастером животноводства первого класса. Постоянно уделяла внимание повышению эффективности производства, внедрению передовых методов содержания, кормления и доения коров. На этой основе стабильно добивалась высоких показателей продуктивности животных. Работала только дояркой на ручной дойке.
Указами Президиума Верховного Совета СССР от 14 февраля 1975 года и 23 декабря 1976 года Задорожняя Нина Ивановна награждена орденами Трудовой Славы 3-й и 2-й степеней соответственно.
За годы одиннадцатой пятилетки в среднем надой от каждой коровы по её группе составлял 5023 килограммов, что на 2334 кг выше среднего по совхозу. Пятилетний план надоя молока выполняла на 161%, вся продукция сдавалась первым сортом. В 1985 году удой от каждой коровы по её группе достиг 5494 кг, что было на 294 кг больше принятых обязательств.
Указом Президиума Верховного Совета СССР от 29 августа 1986 года за успехи, достигнутые в выполнении заданий одиннадцатой пятилетки и социалистических обязательств по производству и переработке сельскохозяйственной продукции, Задорожняя Нина Ивановна награждена орденом Трудовой Славы 1-й степени. Стал полным кавалером ордена Трудовой Славы.
Присвоено звание «Почётный гражданин Кущёвского района». В 1999 году вышла на заслуженный отдых. За 43 года работы надоила 43 000 тонн молока.
Проживала в Кущёвском районе.

## Награды
Награждена орденами Трудового Красного Знамени (08.04.1971),
Трудовой Славы 1-й, 2-й, 3-й степеней:
3 ст. 14.02.1975 № 24693
2 ст. 23.12.1976 № 1471
1 ст. 29.08.1986 № 548
- медалями:
- Присвоено звание «Почётный гражданин Кущёвского района»